# Saab 29 Tunnan
Saab 29, còn được gọi là Flygande tunnan ("The Flying Barrel"), là một loại máy bay tiêm kích của Thụy Điển, được hãng Saab thiết kế và chế tạo trong thập niên 1950. Đây là loại máy bay chiến đấu phản lực thứ hai của Thụy Điển sau Saab 21R.

## Thiết kế và phát triển
Sau Chiến tranh Thế giới II, Thụy Điển cần một công cụ phòng không mạnh được chế tạo từ công nghệ động cơ đẩy phản lực vừa được phát triển. Đề án "JxR" bắt đầu vào tháng 12/1945 với 2 đề xuất từ đội thiết kế của SAAB do Lars Brising đứng đầu. Đề xuất thứ nhất có tên mẫu là ‘’R101’’ là một mẫu máy bay có dạng tương tự như P-80 Shooting Star của Mỹ. Tuy nhiên thiết kế chiến thắng lại là thiết kế kiểu ‘’thùng’’ có tên mã là R1001 được chứng minh là nhanh hơn và cơ động hơn.

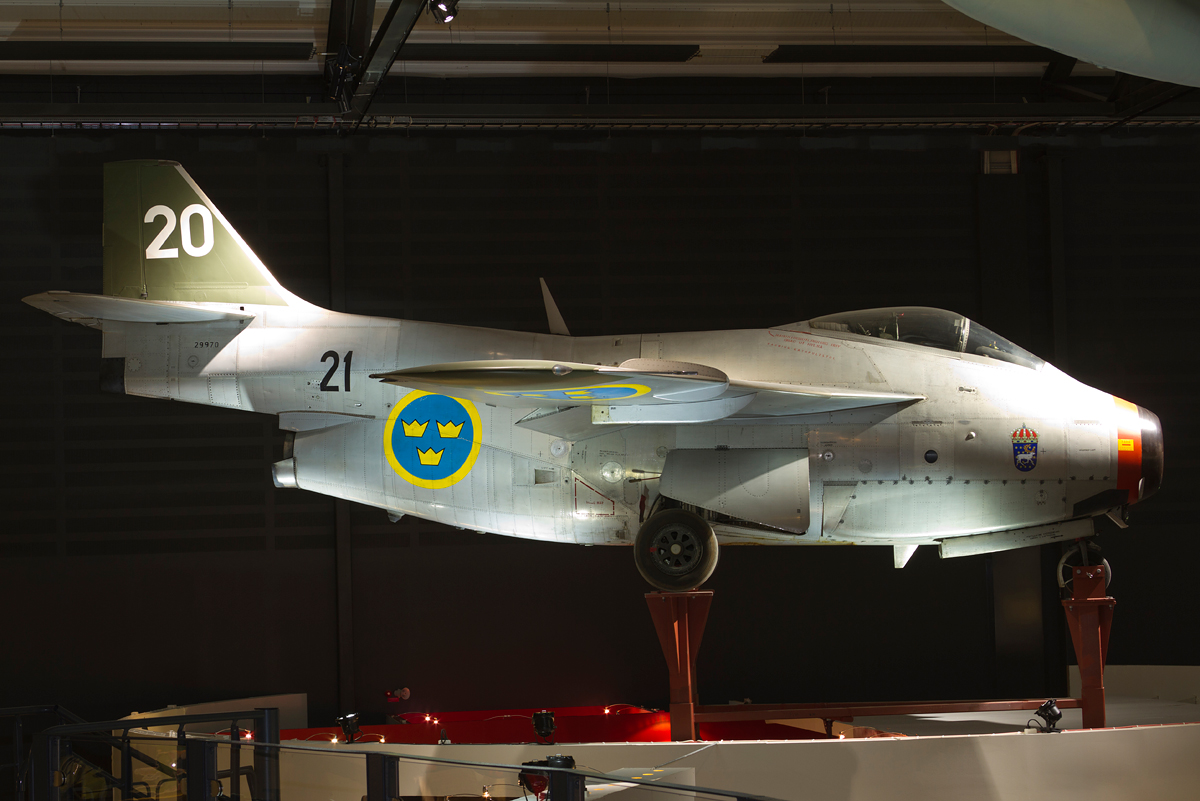
SAAB J29 "Tunnan" trưng bày tại Bảo tàng Không quân Thụy Điển, Linkoping

R1001 ban đầu được thiết kế theo kiểu cánh thẳng, nhưng sau đó các kỹ sư Thụy Điển đã thu được một số dữ liệu nghiên cứu của Đức về thiết kế cánh xuôi, mẫu thử được thay đổi với cánh xuôi có góc 25 độ, lần đầu tiên được thử nghiệm trên một chiếc Saab Safir sửa đổi (tên định danh là Saab 201). Một thành viên đội kỹ thuật của Saab đã được phép xem các tài liệu hàng không của Đức lưu trữ ở Thụy Sĩ. Những tập tài liệu này đã bị người Mỹ thu giữ năm 1945, nó chỉ ra rằng thiết kế cánh xuôi và cánh tam giác có tác động đến việc ‘’giảm lực cản đáng kể khi máy bay tiếp cận đến vận tốc âm thanh’’. Mẫu thử SAAB 29 bay lần đầu vào ngày 1/9/1948. Nó là một máy bay nhỏ có vẻ ngoài mập với 1 cửa lấy khí ở giữa, một buồng lái kiểu bột và cánh xuôi sau rất mỏng. Phi công thử nghiệm là một người Anh tên là Robert A. "Bob" Moore, sau này ông trở thành giám đốc đầu tiên của Saab GB Ltd, UK thành lập năm 1960.
Moore mô tả máy bay ‘’trên mặt đất nó là một con vịt xấu xí – trên không trung, nó là một con chim én’’. Vì hình dáng mập mạp của nó, Saab J 29 nhanh chóng có tên lóng là "Flygande Tunnan" (‘’Thùng bay’’). Tổng cộng có 661 chiếc Tunnan được chế tạo trong giai đoạn 1950-1956, đây là máy bay có số lượng được chế tạo lớn nhất của SAAB.

## Lịch sử hoạt động

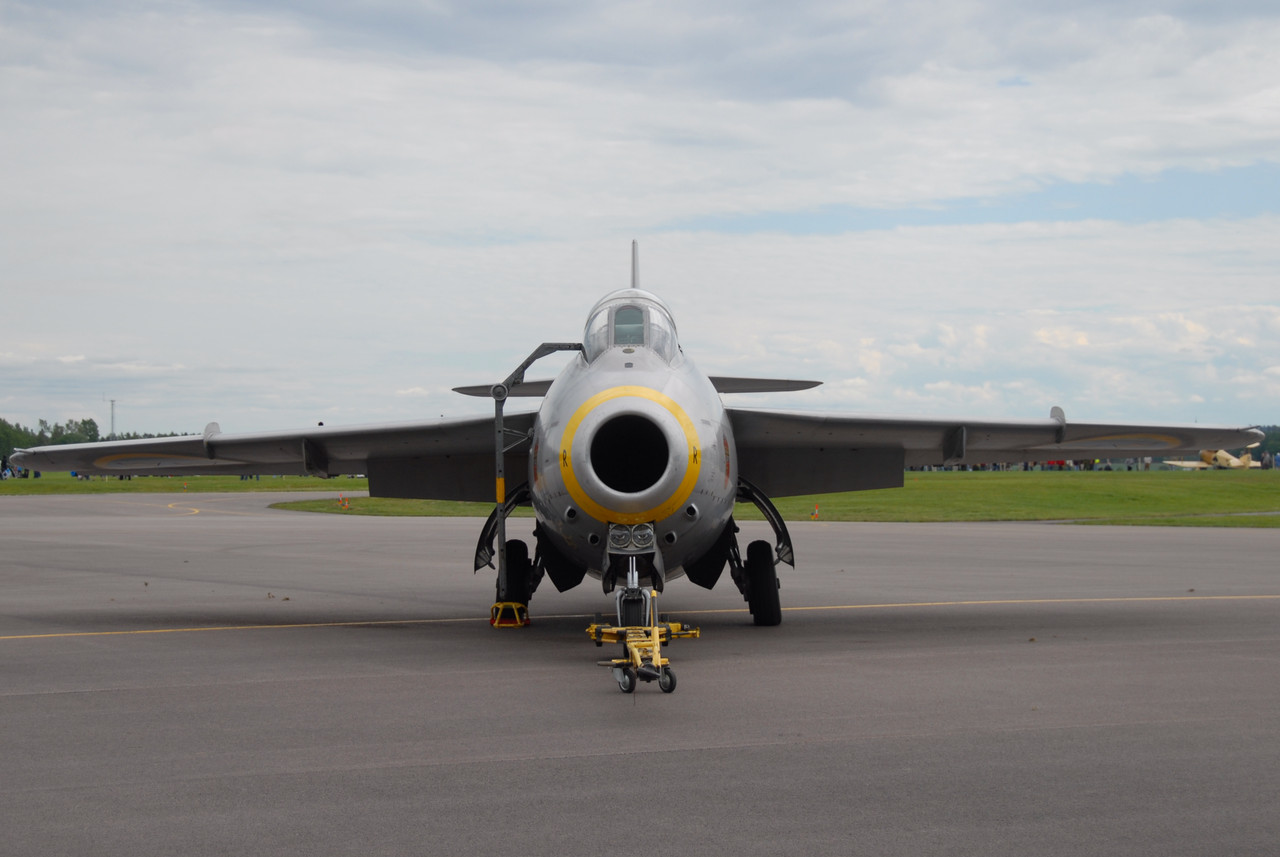
Saab Tunnan trưng bày tại Triển lãm hàng không Lực lượng vũ trang Thụy Điển 2010

J 29 là một trong những máy bay tiêm kích đầu tiên được chế tạo với cánh xuôi sau, đây là một loại máy bay nhanh và cơ động. Tunnan thiết lập kỷ lục tốc độ thế giới khi bay một vòng kín 500 km (310 dặm) vào năm 1954 với vận tốc đạt 977 km/h (607,05 mph). 2 chiếc S 29C (phiên bản trinh sát) sau đó cũng thiết lập kỷ lục tốc độ quốc tế khi bay một vòng kín 1.000 km (621 dặm) với vận tốc 900,6 km/h (559,4 mph) vào năm 1955. Trong thập niên 1950, Không quân Thụy Điển (Flygvapnet) chủ yếu sử dụng J 29, họ có lực lượng không quân mạnh thứ 4 thế giới lúc bây giờ.
Ngoài những kỷ lục đạt được thì J 29 cũng gặp nhiều tai nạn, chủ yếu do thiếu kinh nghiệm vận hành máy bay cánh xuôi và thiếu phiên bản huấn luyện Tunnan hai chỗ, điều này khiến các phi công tiêm kích của SAF chỉ có thể được đào tạo bằng máy bay huấn luyện 2 chỗ của de Havilland Vampire (máy bay phản lực cánh thẳng) trước khi có thể bay trên Tunnan.
Phiên bản tiêm kích của Tunnan ngừng hoạt động vào năm 1965, nhưng một số máy bay vẫn được sử dụng làm bia bay cho đến năm 197. Chuyến bay quân sự chính thức cuối cùng diễn ra vào tháng 8/1976 nhân triển lãm hàng không kỷ niệm 50 năm ngày thành lập Không quân Thụy Điển (SAF).
Có 30 chiếc Tunnan được bán cho Áo năm 1961, chúng hoạt động cho đến tận năm 1972.

### Hoạt động trong chiến tranh
Tunnan là máy bay phản lực đầu tiên của Thụy Điển tham gia chiến đấu. Năm 1961, 5 chiếc J 29B được điều đến đồn trú ở Cộng hòa Dân chủ Congo thuộc lực lượng gìn giữ hòa bình của Liên hiệp quốc (UN) (ONUC), những chiếc Tunnan này được tổ chức thành Không đoàn F 22 của Không quân Thụy Điển. Sau đó không đoàn này được bổ sung thêm 4 chiếc J 29B và 2 chiếc S 29C (phiên bản trinh sát không ảnh) vào năm 1962. Hầu hết những phi vụ tham gia tấn công các mục tiêu mặt đất với những khẩu pháo cũng như rocket không điều khiển. Không có chiếc nào bị mất dù có khá nhiều pháo phòng không. Các phi công cũng như những nhà quan sát đều nhất trí rằng Tunnan rất tốt. (Lực lượng ly khai sử dụng vài chiếc Fouga Magister và các máy bay khác có khả năng không chiến khá tồi). Chỉ có 1 chiếc bị mất do một sĩ quan cao cấp điều khiển, chiếc máy bay này đang thực hiện chạy thử nghiệm và bị rơi khi đang cất cánh. Khi ONUC kết thúc sức mệnh của mình năm 1964, một số máy bay Thụy Điển đã bị phá hủy ở căn cứ, vì chúng không còn cần thiết ở quê nhà nữa và chi phí để mang chúng về cũng khá lớn.

## Các biến thể

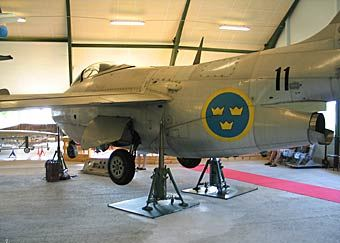
Saab S 29C trưng bày ở một bảo tàng hàng không

J 29
4 mẫu thử được chế tạo trong giai đoạn 1949–1950.
J 29A
Phiên bản tiêm kích, 224 chiếc được chế tạo trong giai đoạn 1951-1954.
J 29B
Phiên bản tiêm kích, 332 chiếc được chế tạo trong giai đoạn 1953–1955; tăng thêm khả năng mang nhiều liệu 50%, có các giá treo dưới cánh để mang bom, rocket và thùng dầu phụ.
A 29B
Phiên bản tiêm kích như J 29B, sử dụng trong mục đích khác.
S 29C
Phiên bản trinh sát ("S" là viết tắt của Spaning; nghĩa là trinh sát trong tiếng Thụy Điển), 76 chiếc được chế tạo trong giai đoạn 1954-1956; có 5 camera ở mũi.
J 29D
Mẫu thử để thử nghiệm động cơ phản lực Ghost RM2A có lực đẩy tăng lực là 27,5 kN (2.800 kgp / 6.175 lbf); đề án bị hủy bỏ năm 1961.
J 29E
Phiên bản tiêm kích, 29 chiếc được chế tạo năm 1955.
J 29F
Phiên bản tiêm kích, 308 chiếc được chuyển đổi từ những chiếc thuộc các phiên bản trước đó; được trang bị động cơ đốt tăng lực Ghost, mang được tên lửa AIM-9B Sidewinder, loại tên lửa này được SAAB chế tạo với tên gọi "Rb 24."

## Quốc gia sử dụng
Áo
- Không quân Áo

 Thụy Điển
- Không quân Thụy Điển
  - F 3 Malmslätt
  - F 4 Frösön
  - F 6 Karlsborg
  - F 7 Såtenäs
  - F 8 Barkarby
  - F 9 Säve
  - F 10 Ängelholm
  - F 11 Nyköping
  - F 12 Kalmar
  - F 13 Norrköping
  - F 15 Söderhamn
  - F 16 Uppsala
  - F 21 Luleå

 United Nations ONUC
- Không quân Thụy Điển
  - F 22 Congo

## Những chiếc còn sót lại

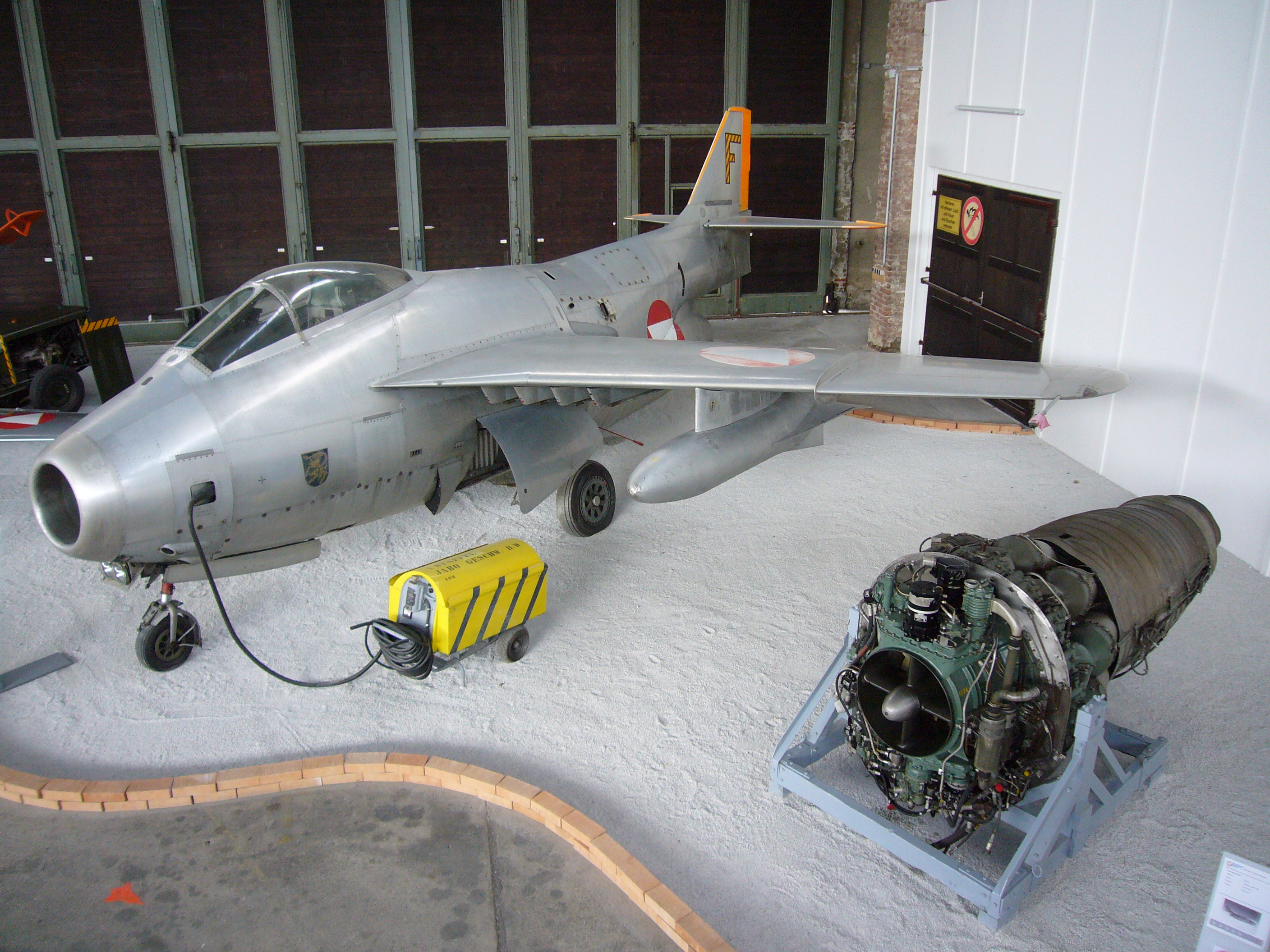
Một chiếc J 29F Yellow F

- J 29A, 29203 ở Svedinos Bil- och Flygmuseum, Ugglarp, Thụy Điển
- J 29B, 29398 ở Bảo tàng Không quân Thụy Điển tại F 3 Malmslätt, ngoại ô Linköping, Thụy Điển
- J 29F, 29670 thuộc đội bay của Bảo tàng Không quân Thụy Điển. Đóng ở Căn cứ không quân Skaraborg của Không đoàn F 7 Såtenäs.
- J 29F, 29575 ở Bảo tàng Không quân Thụy Điển, Không đoàn không quân Scania F 10 Ängelholm cũ
- J 29F, 29640 Bảo tàn Hàng không Midland, Coventry, Vương quốc Anh.
- J 29F, 29657 Bảo tàng Không gian và Hàng không Quốc gia, Hoa Kỳ.
- J 29F, 29543 tại Bảo tàng Không quân Italy ở Vigna di Valle.
- J 29F, 29588 trước ở Bảo tàng Österreichisches Luftfahrt, Graz-Thalerhof, Áo, giờ thuộc Bảo tàng Quân sự Áo, Vienna.

## Tính năng kỹ chiến thuật (aab J 29F Tunna)
Dữ liệu lấy từ The Great Book of Fighters

### Đặc điểm riêng
- Tổ lái: 1
- Chiều dài: 11.0 m (36 ft 1 in)
- Sải cánh: 10.23 m (33 ft 7 in)
- Chiều cao: 3.75 m (12 ft 4 in)
- Diện tích cánh: 24.15 m² (260.0 ft²)
- Trọng lượng rỗng: 4,845 kg (10,680 lb)
- Trọng lượng cất cánh tối đa: 8,375 kg (18,465 lb)
- Động cơ: 1 × Volvo Aero RM2B, lực đẩy 6,070 lbf (27 kN)

### Hiệu suất bay
- Vận tốc cực đại: 1,060 km/h (660 mph)
- Tầm bay: 1,100 km (685 mi)
- Trần bay: 15,500 m (50,850 ft)
- Vận tốc lên cao: 32.1 m/s (6,320 ft/min)

### Vũ khí
- 4 pháo Hispano Mark V 20 mm
- Rocket 75 mm (3 in)
- Tên lửa không đối không Rb 24
- Rocket phá giáp 145 mm (5.8 in), rocket lượng nổ mạnh 150 mm (6 in), rocket chống tàu lượng nổ mạnh 180 mm (7.2 in)

### Máy bay có sự phát triển liên quan
- Messerschmitt Me P.1101
- Focke-Wulf Ta-183
- Bell X-5

### Máy bay có tính năng tương đương
- P-80 Shooting Star
- Dassault Ouragan
- F-86 Sabre
- MiG-15
- Pulqui II

### Danh sách theo loạt máy bay
- 18 - 21/21R - 29 - 32 - 35 - 37 - 39